# Sofiane Boufal
Sofiane Boufal (Parigi, 17 settembre 1993) è un calciatore marocchino con cittadinanza francese, centrocampista dell'Union Saint-Gilloise.

## Caratteristiche tecniche
Giocatore dotato di ottimo dribbling, possiede ottime capacità di tiro essendo in grado di segnare calciando con entrambi i piedi oltre al fatto che sa tirare con notevole potenza, inoltre è un bravo rigorista. Veloce e abile tecnicamente, gioca prevalentemente come trequartista, ma può agire anche da ala offensiva su entrambe le fasce. Per via del suo dribbling è stato soprannominato L'enfant du dribble.

## Carriera

### Club

#### Gli inizi con l'Angers
Cresciuto nel settore giovanile dell'Angers, esordisce in Ligue 2 il 24 agosto 2012 in casa contro l'Istres. Nel giugno 2013 firma il suo primo contratto triennale da professionista,.
Nel 2013-2014 disputa 31 partite tra campionato e coppe. Nel 2014-2015 diventa un giocatore chiave e il suo rendimento cresce; segna il suo primo gol per l'Angers 19 settembre 2014 contro lo Laval, al 90' della partita persa per 3-2. Alla quattordicesima giornata segna il gol decisivo della partita contro il Digione. L'avvio stagionale è talmente buono che, a fronte di 4 gol e 3 assist, viene nominato Giocatore della metà della stagione della Ligue 2.

#### Lilla
Il 9 gennaio 2015 si accorda con il Lilla in cambio di 3,5 milioni di euro, con un contratto di 4 anni e mezzo. Esordisce con i Dogues cinque giorni dopo, nei quarti di finale della Coppa di Lega francese e partecipa alla vittoria contro il Nantes, entrando dalla panchina dopo 77 minuti di gioco.. L'esordio in Ligue 1 avviene da titolare contro il Lorient. Il 12 aprile 2015, trasformando un rigore, procuratosi a 10' dal termine, segna il suo primo gol con il Lilla, decisivo per la vittoria in casa dell'Évian TG.
Al 23' minuto della quarta giornata del campionato 2015-2016 segna il primo gol del campionato dei lillesi, che vale anche la prima vittoria, per 1-0 ai danni dell'Gazélec Ajaccio.

#### Southampton e Celta Vigo
Il 29 agosto 2016 viene ufficializzato il suo trasferimento al Southampton. Per gli inglesi si tratta del trasferimento più oneroso della loro storia, con quasi 19 milioni di euro investiti per portare oltremanica il giocatore, che firma un contratto quinquennale. Il 20 luglio 2018 si trasferisce in prestito al Celta Vigo. Dopo un anno in Spagna, fa ritorno al Southampton, dove non trova molto spazio.

#### Angers e Al- Rayyan
Il 5 ottobre 2020 fa ritorno all'Angers dopo sei anni.
Nel gennaio 2023 si trasferisce in Qatar, andando ad indossare la casacca dell'Al- Rayyan.

### Nazionale
Nel marzo 2016 viene convocato per la prima volta nella nazionale marocchina dal CT Hervé Renard. Debutta il 26 marzo seguente contro Capo Verde, in una partita valida per la qualificazione alla Coppa d'Africa 2017.
A sorpresa, non viene convocato per il campionato del mondo 2018.
Nel novembre del 2022, è stato convocato dal CT Walid Regragui per disputare la fase finale dei Mondiali in Qatar, in cui ha giocato tutti gli incontri, con il Marocco capace di concludere il torneo al quarto posto. In seguito al risultato storico ottenuto, nel dicembre successivo Boufal e il resto della rosa marocchina sono stati insigniti dell'Ordine del Trono durante un ricevimento al Palazzo Reale di Rabat.
Il 26 marzo 2023, durante la partita amichevole contro il Brasile, segna uno dei due gol che permettono al Marocco di superare la formazione verdeoro (2-1) per la prima volta nella propria storia.

## Statistiche

### Presenze e reti nei club
Statistiche aggiornate al 25 maggio 2025.
| Stagione           | Squadra              | Campionato         | Campionato | Campionato | Coppe nazionali | Coppe nazionali | Coppe nazionali | Coppe continentali | Coppe continentali | Coppe continentali | Altre coppe | Altre coppe | Altre coppe | Totale | Totale |
| Stagione           | Squadra              | Comp               | Pres       | Reti       | Comp            | Pres            | Reti            | Comp               | Pres               | Reti               | Comp        | Pres        | Reti        | Pres   | Reti   |
| ------------------ | -------------------- | ------------------ | ---------- | ---------- | --------------- | --------------- | --------------- | ------------------ | ------------------ | ------------------ | ----------- | ----------- | ----------- | ------ | ------ |
| 2012-2013          | Angers               | L2                 | 2          | 0          | CF+CdL          | 2+0             | 0               | -                  | -                  | -                  | -           | -           | -           | 4      | 0      |
| 2013-2014          | Angers               | L2                 | 28         | 0          | CF+CdL          | 5+0             | 0               | -                  | -                  | -                  | -           | -           | -           | 33     | 0      |
| 2014-gen. 2015     | Angers               | L2                 | 16         | 4          | CF+CdL          | 1+2             | 0               | -                  | -                  | -                  | -           | -           | -           | 19     | 4      |
| gen.-giu. 2015     | Lilla                | L1                 | 14         | 3          | CF+CdL          | 0+2             | 0               | UCL+UEL            | -                  | -                  | -           | -           | -           | 16     | 3      |
| 2015-2016          | Lilla                | L1                 | 29         | 11         | CF+CdL          | 1+5             | 0+1             | -                  | -                  | -                  | -           | -           | -           | 35     | 12     |
| Totale Lilla       | Totale Lilla         | Totale Lilla       | 43         | 14         |                 | 8               | 1               |                    | -                  | -                  |             | -           | -           | 51     | 15     |
| 2016-2017          | Southampton          | PL                 | 24         | 1          | FACup+CdL       | 0+3             | 0+1             | UEL                | 2                  | 0                  | -           | -           | -           | 29     | 2      |
| 2017-2018          | Southampton          | PL                 | 26         | 2          | FACup+CdL       | 3+1             | 0               | -                  | -                  | -                  | -           | -           | -           | 30     | 2      |
| 2018-2019          | Celta Vigo           | PD                 | 35         | 3          | CR              | 0               | 0               | -                  | -                  | -                  | -           | -           | -           | 35     | 3      |
| 2019-2020          | Southampton          | PL                 | 20         | 0          | FACup+CdL       | 3+2             | 1+0             | -                  | -                  | -                  | -           | -           | -           | 25     | 1      |
| Totale Southampton | Totale Southampton   | Totale Southampton | 70         | 3          |                 | 12              | 2               |                    | 2                  | 0                  |             | -           | -           | 84     | 5      |
| 2020-2021          | Angers               | L1                 | 14         | 1          | CF              | 1               | 0               | -                  | -                  | -                  | -           | -           | -           | 15     | 1      |
| 2021-2022          | Angers               | L1                 | 29         | 8          | CF              | 0               | 0               | -                  | -                  | -                  | -           | -           | -           | 29     | 8      |
| 2022-gen. 2023     | Angers               | L1                 | 13         | 4          | CF              | 0               | 0               | -                  | -                  | -                  | -           | -           | -           | 13     | 4      |
| Totale Angers      | Totale Angers        | Totale Angers      | 102        | 17         |                 | 11              | 0               |                    | -                  | -                  |             | -           | -           | 113    | 17     |
| gen.-giu.2023      | Al-Rayyan            | QSL                | 9          | 3          | QSC+EQC         | 0+1             | 0               | -                  | -                  | -                  | -           | -           | -           | 10     | 3      |
| 2023-2024          | Al-Rayyan            | QSL                | 2          | 0          | QSC+EQC         | 3+1             | 0+1             | -                  | -                  | -                  | -           | -           | -           | 6      | 1      |
| Totale Al-Rayyan   | Totale Al-Rayyan     | Totale Al-Rayyan   | 11         | 3          |                 | 5               | 1               |                    | -                  | -                  |             | -           | -           | 16     | 4      |
| 2024-2025          | Union Saint-Gilloise | D1                 | 16+2       | 0          | CB              | 2               | 0               | UCL+UEL            | 0+5                | 0                  | SB          | -           | -           | 25     | 0      |
| Totale carriera    | Totale carriera      | Totale carriera    | 279        | 40         |                 | 38              | 4               |                    | 7                  | 0                  |             | -           | -           | 324    | 44     |

### Cronologia presenze e reti in Nazionale
| Cronologia completa delle presenze e delle reti in nazionale ― Marocco | Cronologia completa delle presenze e delle reti in nazionale ― Marocco | Cronologia completa delle presenze e delle reti in nazionale ― Marocco | Cronologia completa delle presenze e delle reti in nazionale ― Marocco | Cronologia completa delle presenze e delle reti in nazionale ― Marocco | Cronologia completa delle presenze e delle reti in nazionale ― Marocco | Cronologia completa delle presenze e delle reti in nazionale ― Marocco | Cronologia completa delle presenze e delle reti in nazionale ― Marocco |
| Data                                                                   | Città                                                                  | In casa                                                                | Risultato                                                              | Ospiti                                                                 | Competizione                                                           | Reti                                                                   | Note                                                                   |
| ---------------------------------------------------------------------- | ---------------------------------------------------------------------- | ---------------------------------------------------------------------- | ---------------------------------------------------------------------- | ---------------------------------------------------------------------- | ---------------------------------------------------------------------- | ---------------------------------------------------------------------- | ---------------------------------------------------------------------- |
| 26-3-2016                                                              | Praia                                                                  | Capo Verde                                                             | 0 – 1                                                                  | Marocco                                                                | Qual. Coppa d'Africa 2017                                              | -                                                                      | 67’                                                                    |
| 29-3-2016                                                              | Marrakech                                                              | Marocco                                                                | 2 – 0                                                                  | Capo Verde                                                             | Qual. Coppa d'Africa 2017                                              | -                                                                      |                                                                        |
| 12-11-2016                                                             | Marrakech                                                              | Marocco                                                                | 0 – 0                                                                  | Costa d'Avorio                                                         | Qual. Mondiali 2018                                                    | -                                                                      | 86’                                                                    |
| 24-3-2017                                                              | Marrakech                                                              | Marocco                                                                | 2 – 0                                                                  | Burkina Faso                                                           | Amichevole                                                             | -                                                                      | 53’                                                                    |
| 31-5-2017                                                              | Agadir                                                                 | Marocco                                                                | 1 – 2                                                                  | Paesi Bassi                                                            | Amichevole                                                             | -                                                                      | 60’                                                                    |
| 27-3-2018                                                              | Casablanca                                                             | Marocco                                                                | 2 – 0                                                                  | Uzbekistan                                                             | Amichevole                                                             | -                                                                      | 46’                                                                    |
| 16-11-2018                                                             | Casablanca                                                             | Marocco                                                                | 2 – 0                                                                  | Camerun                                                                | Qual. Coppa d'Africa 2019                                              | -                                                                      | 46’                                                                    |
| 20-11-2018                                                             | Radès                                                                  | Tunisia                                                                | 0 – 1                                                                  | Marocco                                                                | Amichevole                                                             | -                                                                      | 88’                                                                    |
| 26-3-2019                                                              | Tangeri                                                                | Marocco                                                                | 0 – 1                                                                  | Argentina                                                              | Amichevole                                                             | -                                                                      |                                                                        |
| 12-6-2019                                                              | Marrakech                                                              | Marocco                                                                | 0 – 1                                                                  | Gambia                                                                 | Amichevole                                                             | -                                                                      | 46’                                                                    |
| 16-6-2019                                                              | Marrakech                                                              | Marocco                                                                | 2 – 3                                                                  | Zambia                                                                 | Amichevole                                                             | -                                                                      | 46’                                                                    |
| 23-6-2019                                                              | Il Cairo                                                               | Marocco                                                                | 1 – 0                                                                  | Namibia                                                                | Coppa d'Africa 2019 - 1º turno                                         | -                                                                      | 58’                                                                    |
| 28-6-2019                                                              | Il Cairo                                                               | Marocco                                                                | 1 – 0                                                                  | Costa d'Avorio                                                         | Coppa d'Africa 2019 - 1º turno                                         | -                                                                      | 75’                                                                    |
| 5-7-2019                                                               | Il Cairo                                                               | Marocco                                                                | 1 – 1 dts (1 – 4 dtr)                                                  | Benin                                                                  | Coppa d'Africa 2019 - Ottavi di finale                                 | -                                                                      | 59’                                                                    |
| 10-9-2019                                                              | Marrakech                                                              | Marocco                                                                | 1 – 0                                                                  | Niger                                                                  | Amichevole                                                             | -                                                                      | 65’                                                                    |
| 15-11-2019                                                             | Rabat                                                                  | Marocco                                                                | 0 – 0                                                                  | Mauritania                                                             | Qual. Coppa d'Africa 2021                                              | -                                                                      | 68’                                                                    |
| 2-9-2021                                                               | Rabat                                                                  | Marocco                                                                | 2 – 0                                                                  | Sudan                                                                  | Qual. Mondiali 2022                                                    | -                                                                      | 70’                                                                    |
| 6-10-2021                                                              | Rabat                                                                  | Marocco                                                                | 5 – 0                                                                  | Guinea-Bissau                                                          | Qual. Mondiali 2022                                                    | -                                                                      | 67’                                                                    |
| 9-10-2021                                                              | Casablanca                                                             | Guinea-Bissau                                                          | 0 – 3                                                                  | Marocco                                                                | Qual. Mondiali 2022                                                    | -                                                                      | 60’                                                                    |
| 12-10-2021                                                             | Rabat                                                                  | Guinea                                                                 | 1 – 4                                                                  | Marocco                                                                | Qual. Mondiali 2022                                                    | 1                                                                      | 73’                                                                    |
| 12-11-2021                                                             | Rabat                                                                  | Sudan                                                                  | 0 – 3                                                                  | Marocco                                                                | Qual. Mondiali 2022                                                    | -                                                                      | 85’                                                                    |
| 16-11-2021                                                             | Rabat                                                                  | Marocco                                                                | 3 – 0                                                                  | Guinea                                                                 | Qual. Mondiali 2022                                                    | -                                                                      | 80’                                                                    |
| 10-1-2022                                                              | Yaoundé                                                                | Marocco                                                                | 1 – 0                                                                  | Ghana                                                                  | Coppa d'Africa 2021 - 1º turno                                         | 1                                                                      |                                                                        |
| 14-1-2022                                                              | Yaoundé                                                                | Marocco                                                                | 2 – 0                                                                  | Comore                                                                 | Coppa d'Africa 2021 - 1º turno                                         | -                                                                      | 76’                                                                    |
| 18-1-2022                                                              | Yaoundé                                                                | Gabon                                                                  | 2 – 2                                                                  | Marocco                                                                | Coppa d'Africa 2021 - 1º turno                                         | 1                                                                      | 57’                                                                    |
| 25-1-2022                                                              | Yaoundé                                                                | Marocco                                                                | 2 – 1                                                                  | Malawi                                                                 | Coppa d'Africa 2021 - Ottavi di finale                                 | -                                                                      | 80’                                                                    |
| 30-1-2022                                                              | Yaoundé                                                                | Egitto                                                                 | 2 – 1 dts                                                              | Marocco                                                                | Coppa d'Africa 2021 - Quarti di finale                                 | 1                                                                      | 66’                                                                    |
| 25-3-2022                                                              | Kinshasa                                                               | RD del Congo                                                           | 1 – 1                                                                  | Marocco                                                                | Qual. Mondiali 2022                                                    | -                                                                      | 90’                                                                    |
| 29-3-2022                                                              | Casablanca                                                             | Marocco                                                                | 4 – 1                                                                  | RD del Congo                                                           | Qual. Mondiali 2022                                                    | -                                                                      | 80’ 90+4’                                                              |
| 23-9-2022                                                              | Cornellà de Llobregat                                                  | Marocco                                                                | 2 – 0                                                                  | Cile                                                                   | Amichevole                                                             | 1                                                                      | 76’                                                                    |
| 27-9-2022                                                              | Siviglia                                                               | Paraguay                                                               | 0 – 0                                                                  | Marocco                                                                | Amichevole                                                             | -                                                                      | 76’                                                                    |
| 17-11-2022                                                             | Sharja                                                                 | Marocco                                                                | 3 – 0                                                                  | Georgia                                                                | Amichevole                                                             | 1                                                                      |                                                                        |
| 23-11-2022                                                             | Al Khawr                                                               | Marocco                                                                | 0 – 0                                                                  | Croazia                                                                | Mondiali 2022 - 1º turno                                               | -                                                                      | 65’                                                                    |
| 27-11-2022                                                             | Doha                                                                   | Belgio                                                                 | 0 – 2                                                                  | Marocco                                                                | Mondiali 2022 - 1º turno                                               | -                                                                      | 73’                                                                    |
| 1-12-2022                                                              | Doha                                                                   | Canada                                                                 | 1 – 2                                                                  | Marocco                                                                | Mondiali 2022 - 1º turno                                               | -                                                                      | 65’                                                                    |
| 6-12-2022                                                              | Al Rayyan                                                              | Marocco                                                                | 0 – 0 dts (3 – 0 dtr)                                                  | Spagna                                                                 | Mondiali 2022 - Ottavi di finale                                       | -                                                                      | 66’                                                                    |
| 10-12-2022                                                             | Doha                                                                   | Marocco                                                                | 1 – 0                                                                  | Portogallo                                                             | Mondiali 2022 - Quarti di finale                                       | -                                                                      | 82’                                                                    |
| 14-12-2022                                                             | Al Khor                                                                | Francia                                                                | 2 – 0                                                                  | Marocco                                                                | Mondiali 2022 - Semifinale                                             | -                                                                      | 27’ 67’                                                                |
| 17-12-2022                                                             | Al Rayyan                                                              | Croazia                                                                | 2 – 1                                                                  | Marocco                                                                | Mondiali 2022 - Finale 3º posto                                        | -                                                                      | 64’                                                                    |
| 25-3-2023                                                              | Tangeri                                                                | Marocco                                                                | 2 – 1                                                                  | Brasile                                                                | Amichevole                                                             | 1                                                                      | 77’                                                                    |
| 28-3-2023                                                              | Madrid                                                                 | Marocco                                                                | 0 – 0                                                                  | Perù                                                                   | Amichevole                                                             | -                                                                      | 62’ 78’                                                                |
| 12-6-2023                                                              | Rabat                                                                  | Marocco                                                                | 0 – 0                                                                  | Capo Verde                                                             | Amichevole                                                             | -                                                                      | 59’                                                                    |
| 11-1-2024                                                              | San Pédro                                                              | Marocco                                                                | 3 – 1                                                                  | Sierra Leone                                                           | Amichevole                                                             | 1                                                                      |                                                                        |
| 17-1-2024                                                              | San-Pédro                                                              | Marocco                                                                | 3 – 0                                                                  | Tanzania                                                               | Coppa d'Africa 2023 - 1º turno                                         | -                                                                      | 81’                                                                    |
| 21-1-2024                                                              | San-Pédro                                                              | Marocco                                                                | 1 – 1                                                                  | RD del Congo                                                           | Coppa d'Africa 2023 - 1º turno                                         | -                                                                      | 63’                                                                    |
| 24-1-2024                                                              | San-Pédro                                                              | Zambia                                                                 | 0 – 1                                                                  | Marocco                                                                | Coppa d'Africa 2023 - 1º turno                                         | -                                                                      | 68’                                                                    |
| Totale                                                                 |                                                                        | Presenze                                                               | 46                                                                     |                                                                        | Reti                                                                   | 8                                                                      |                                                                        |

## Palmarès

### Competizioni nazionali
- Campionato belga: 1

Union Saint-Gilloise: 2024-2025

### Individuale
- Miglior "joueur mi-saison" de Ligue 2: 1

Ligue 2 2014-2015